# Stoian Apostolov
Stoian Apostolov (în bulgară Стоян Апостолов; n. 10 aprilie 1946, Varna, Regatul Bulgariei) este un luptător ce a reprezentat Bulgaria, medaliat olimpic. A participat la două ediții ale Jocurilor Olimpice (1968, 1972) în care a câștigat o medalie de argint.